# Kabinett Pembangunan IV

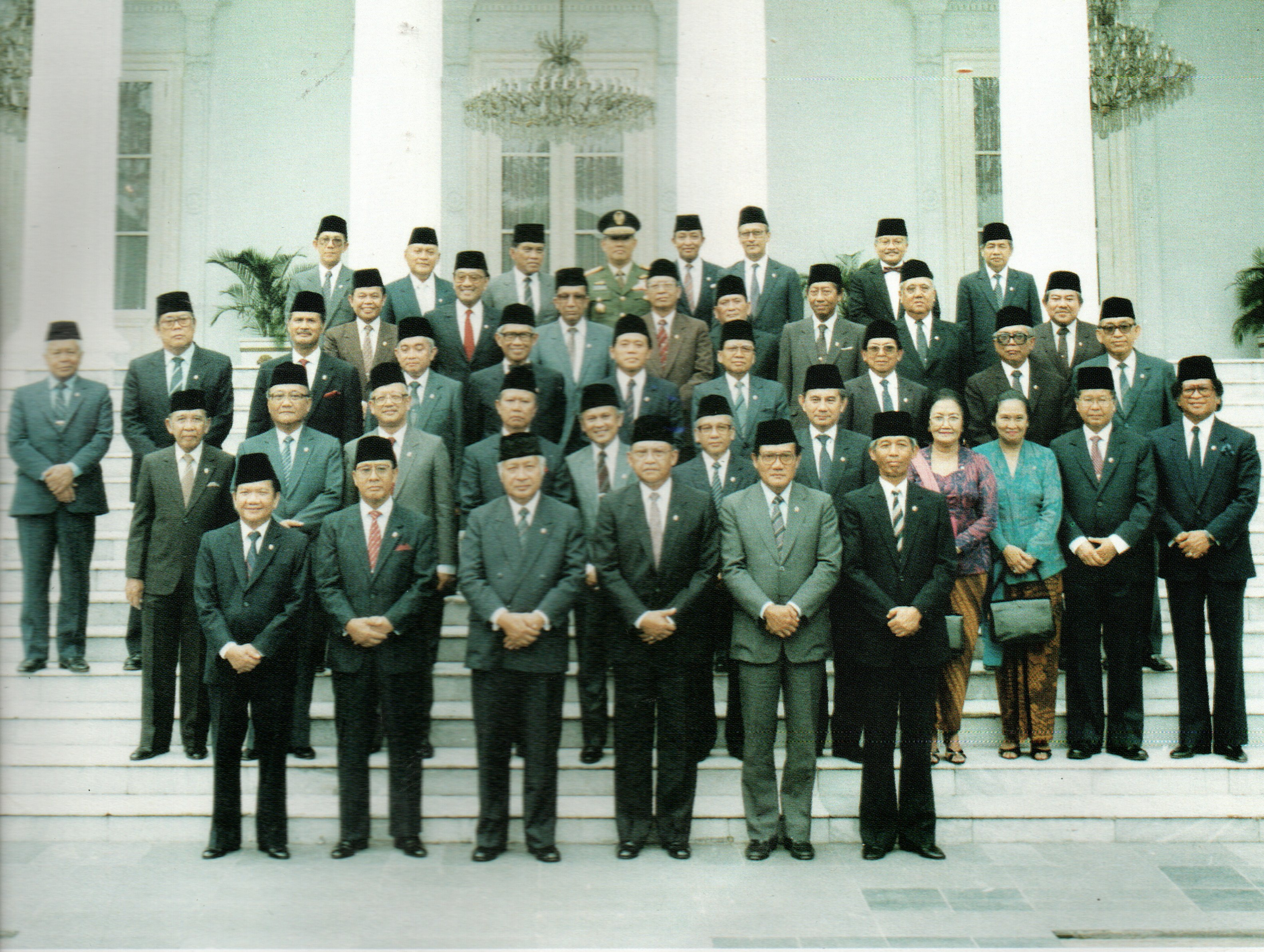
Kabinet Pembangunan IV

Das Kabinett Pembangunan IV (Viertes Entwicklungskabinett) wurde in Indonesien am 29. März 1983 von Staatspräsident Suharto gebildet und war das vierte Kabinett der von Suharto ausgerufenen sogenannten Orde Baru (Neue Ordnung). Es löste das Kabinett Pembangunan III ab und blieb bis zum 19. März 1988 im Amt, woraufhin das Kabinett Pembangunan V gebildet wurde.

## Kabinettsmitglieder
| Staatspräsident | Staatspräsident |
| --------------- | --------------- |
|                 | General Suharto |

| Vizepräsident | Vizepräsident        |
| ------------- | -------------------- |
|               | Umar Wirahadikusumah |

### Koordinierende Minister
| Nr. | Amt                                                                                   | Amtsinhaber                 |
| --- | ------------------------------------------------------------------------------------- | --------------------------- |
| 1   | Koordinierender Minister für Politik und Sicherheit                                   | Surono Reksodimedjo         |
| 2   | Koordinierender Minister für Wirtschaft, Finanzen, Industrie und Entwicklungsaufsicht | Ali Wardhana                |
| 3   | Koordinierender Minister für Volkswohlfahrt                                           | Alamsyah Ratu Perwiranegara |

### Minister
| Nr. | Amt                                                | Amtsinhaber                                                                                           |
| --- | -------------------------------------------------- | --- |
| 4   | Innenminister                                      | Soepardjo Roestam                                                                                     |
| 5   | Außenminister                                      | Mochtar Kusumaatmadja                                                                                 |
| 6   | Minister für Verteidigung und Sicherheit           | Poniman                                                                                               |
| 7   | Justizminister                                     | Ali Said seit 30. Mai 1984: Ismail Saleh                                                              |
| 8   | Informationsminister                               | Harmoko                                                                                               |
| 9   | Finanzminister                                     | Radius Prawiro                                                                                        |
| 10  | Handelnsminister                                   | Rachmat Saleh                                                                                         |
| 11  | Minister für Genossenschaften                      | Bustanil Arifin                                                                                       |
| 12  | Landwirtschaftsminister                            | Achmad Affandi                                                                                        |
| 13  | Industrieminister                                  | Hartarto Sastrosunarto                                                                                |
| 14  | Minister für Bergbau und Energie                   | Subroto                                                                                               |
| 15  | Minister für öffentliche Arbeiten                  | Suyono Sosrodarsono                                                                                   |
| 16  | Verkehrsminister                                   | Rusmin Nurjadin                                                                                       |
| 17  | Minister für Bildung und Kultur                    | Nugroho Notosusanto seit 3. Juni 1985 (kommissarisch): J. B. Sumarlin seit 30. Juli 1985: Fuad Hassan |
| 18  | Gesundheitsminister                                | Suwardjono Surjaningrat                                                                               |
| 19  | Religionsminister                                  | Munawir Sjadzali                                                                                      |
| 20  | Arbeitsminister                                    | Sudomo                                                                                                |
| 21  | Minister für Transmigration                        | Martono                                                                                               |
| 22  | Sozialministerin                                   | Nani Soedarsono                                                                                       |
| 23  | Forstminister                                      | Sudjarwo                                                                                              |
| 24  | Minister für Tourismus, Post und Telekommunikation | Achmad Tahir                                                                                          |

### Staatsminister mit Geschäftsbereichen
| Nr. | Amt | Amtsinhaber                                                 |
| --- | --- | ----------------------------------------------------------- |
| 25  | Staatsminister für nationale Entwicklungsplanung Vorsitzender der Nationalen Entwicklungsplanungsagentur       | J. B. Sumarlin                                              |
| 26  | Staatsminister für den Staatsapparat Stellvertretender Vorsitzender der Nationalen Entwicklungsplanungsagentur | Saleh Afiff                                                 |
| 27  | Staatsminister für Forschung und Technologie Vorsitzender der Agentur für Technologiebewertung und -anwendung  | Bacharuddin Jusuf Habibie                                   |
| 28  | Staatsminister für Bevölkerung und Umwelt                                                                      | Emil Salim                                                  |
| 29  | Staatsminister für Jugend und Sport                                                                            | Abdul Gafur                                                 |
| 30  | Staatsminister für öffentlichen Wohnungsbau                                                                    | Cosmas Batubara                                             |
| 31  | Staatsministerin für Frauenangelegenheiten                                                                     | Lasiyah Sutanto seit 2. November 1987: Sulasikin Murpratomo |
| 32  | Kabinettssekretär mit Ministerrang                                                                             | Sudharmono                                                  |

### Staatssekretäre mit Geschäftsbereichen
| Nr. | Amt                                                                    | Amtsinhaber              |
| --- | ---------------------------------------------------------------------- | ------------------------ |
| 33  | Staatssekretär für die Steigerung der Inlandsproduktion                | Ginandjar Kartasasmita   |
| 34  | Staatssekretär für die Steigerung der Nahrungsmittelproduktion         | Wardojo                  |
| 35  | Staatssekretär für die Steigerung der Vieh- und Fischereiproduktion    | Jannes Humuntal Hutasoit |
| 36  | Staatssekretär für die Steigerung der Produktion mehrjähriger Pflanzen | Hasjrul Harahap          |
| 37  | Stellvertretender Kabinettssekretär im Range eines Staatssekretärs     | Murdiono                 |

### Mitglieder des Kabinetts mit Ministerrang
| Nr. | Amt                               | Amtsinhaber                                  |
| --- | --------------------------------- | -------------------------------------------- |
| 40  | Oberbefehlshaber der Streitkräfte | Leonardus Benjamin Moerdani                  |
| 41  | Generalstaatsanwalt               | Ismail Saleh seit 4. Juni 1984: Hari Suharto |
| 42  | Gouverneur der Zentralbank        | Arifin Siregar                               |

## Weblink
- Pembangunan IV: Kabinet Menteri (1983–1988) (Memento vom 1. August 2018 im Internet Archive)